# Преображенка (Синельниківський район)
Преображе́нка — село в Україні, в Синельниківському районі (до 2020 року у Межівському районі) Дніпропетровської області. Населення становить 517 осіб. До 2017 орган місцевого самоврядування — Преображенська сільська рада.

## Географія
Село Преображенка знаходиться на відстані 1 км від сіл Новотроїцьке і Всесвятське. По селу протікає пересихаючий струмок з загатою.
Село розташоване у східній частині області за 115 кілометрів від обласного центру. До 2017 центр Преображенської сільської ради.

## Історія
Село було засноване 1890 року вихідцями з села Троїцьке. У період радянської влади тут розміщувалась центральна садиба колгоспу ім. Калініна.
Під час організованого радянською владою Голодомору 1932—1933 років померло щонайменше 52 жителі села.
12 червня 2020 року, відповідно до розпорядження Кабінету Міністрів України № 709-р від «Про визначення адміністративних центрів та затвердження територій територіальних громад Дніпропетровської області», увійшло до складу Межівської селищної громади.
19 липня 2020 року, в результаті адміністративно-територіальної реформи і ліквідації Межівського району, село увійшло до складу новоутвореного Синельниківського району.

## Сьогодення
У Преображенці є школа, дитячий садок, ФАП, будинок культури, бібліотека, відділення зв'язку. Працює декілька сільськогосподарських підприємств.